# Troppauer Fürstenkongress
Der Troppauer Fürstenkongress zählt zur Reihe der Monarchenkongresse im ersten Drittel des 19. Jahrhunderts. Er fand vom 20. Oktober bis 20. Dezember 1820 im oberschlesischen Troppau, dem heutigen Opava, statt. Sein Auslöser waren die revolutionären Entwicklungen in Neapel im Juli des Jahres.
Fürst Klemens Wenzel Lothar von Metternich hatte Teilnehmer von den fünf europäischen Großmächten zu Beratungen über das weitere politische Vorgehen eingeladen. Aus Österreich, Russland und Preußen nahmen Monarchen, Kronprinzen und Diplomaten teil, während Großbritannien und Frankreich sich durch Gesandte bei der Tagung vertreten ließen.
Zar Alexander I. sowie Kaiser Franz I. von Österreich waren persönlich anwesend, Kronprinz Friedrich Wilhelm vertrat Preußen. Sie wurden von ihren Außenministern Ioannis Kapodistrias, Metternich und Karl August von Hardenberg unterstützt.
Metternich versuchte, die Staaten auf der Basis der geschlossenen Heiligen Allianz auf eine Intervention in jenen Ländern festzulegen, die umsturzgefährdet waren. Außer dem Königreich beider Sizilien ging es dabei um Interventionen in Spanien und Portugal, wo nach den napoleonischen Kriegen republikanische Ideen den Fortbestand der Monarchien in Frage stellten.
Am 19. November unterzeichneten die Monarchen aus Österreich, Russland und Preußen ein Protokoll, das sie auf die Metternichsche Linie einschwor, bei aufkeimenden Revolutionen von außen einzugreifen und diese zu unterdrücken, um damit den Status quo von 1815 zu bewahren. Großbritannien protestierte gegen diese Vereinbarung.
Am 20. Dezember endete der Kongress ohne ein genaues Übereinkommen zur Intervention im Königreich beider Sizilien. Man verständigte sich jedoch auf eine Fortsetzung des Kongresses in Laibach am 26. Januar 1821, wo die Details abschließend geklärt werden sollten.